# Pomatocalpa spicatum
Pomatocalpa spicatum är en orkidéart som beskrevs av Breda, Kuhl och Johan Coenraad van Hasselt. Pomatocalpa spicatum ingår i släktet Pomatocalpa och familjen orkidéer. Inga underarter finns listade i Catalogue of Life.

## Bildgalleri

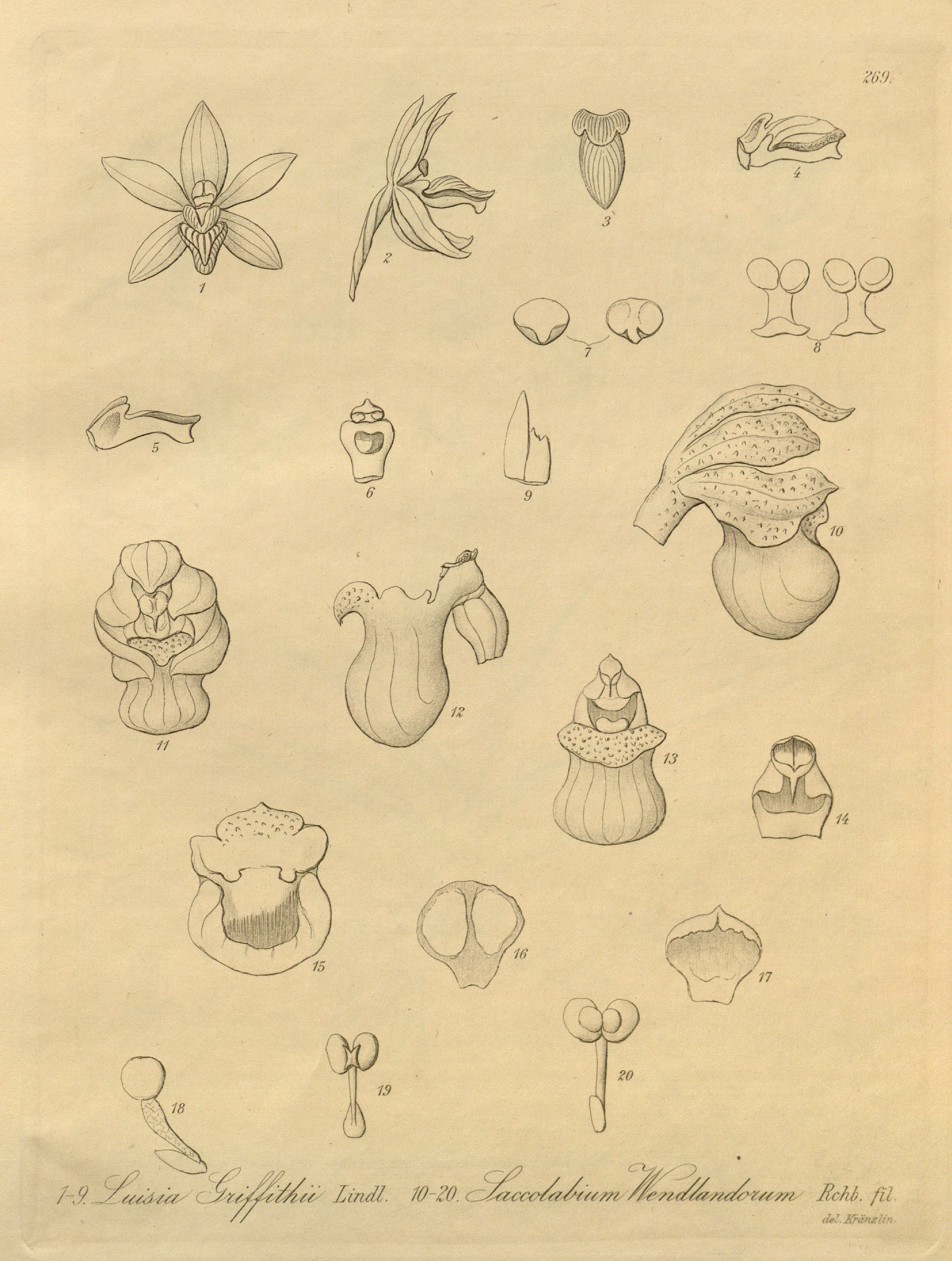